# شائوهائو

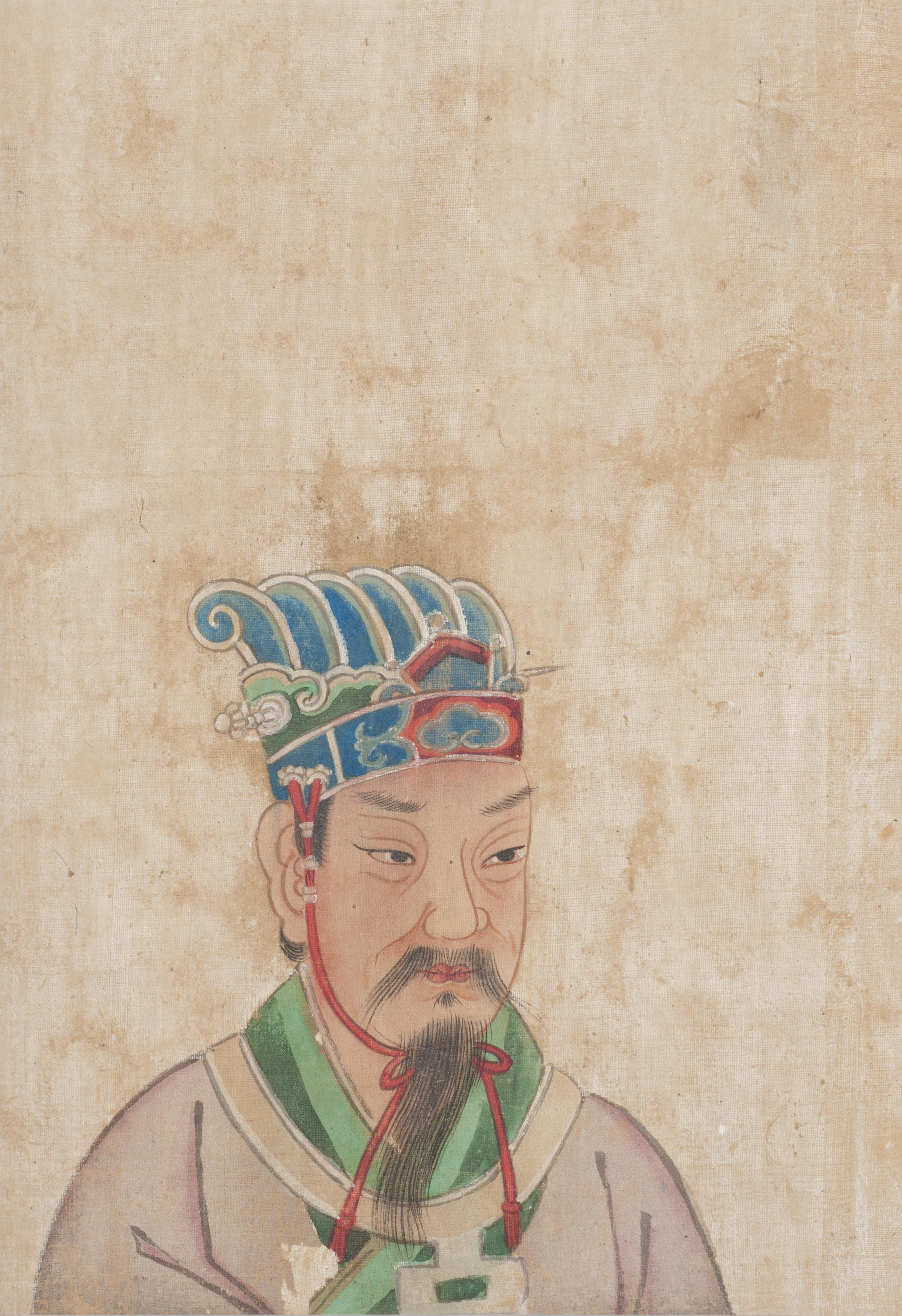
تصویر امپراطوری کشور چین به نام شائوهائو

شائوهائو یا چائوهائو (少昊)، که همچنین گاهی به صورت شائو هائو، تیان جین یا جوآن جیائو نیز شناخته می‌شود، یکی از امپراتوران چین بود که در سال ۲۶۰۰ پیش از میلادمسیح، به قدرت رسید. بر اساس برخی از نوشته‌های سنتی چین (به عنوان مثال بر اساس کتاب تاریخ کلاسیک یا همان شوچینگ)، او یکی از پنج امپراتور معروف در تاریخ اسطوره‌ای چین بوده‌است.
یک افسانه در مورد شائوهائو نقل کرده‌است که مادر او، که یک ایزدبانوی بافنده محسوب می‌شد، یک پری زیبا به نام هوانگ بود که در هنگام شناور بودن در کهکشان راه شیری، در دام عشق سیاره زهره (ونوس)، اسیر شد. این دو عاشق و معشوق، شب‌های عاشقانهٔ زیادی را به اتفاق یکدیگر در درون قایق خویش سپری نمودند و در همین مدت از عشقبازی آنان پسری پای به عرصهٔ وجود گذاشت. این پسر همان شائوهائو بود که مادرش او را خیلی زود به دنیا آورد، و بزرگ شد و پرورش یافت و به مرد جوان زیبا و خوش تیپی بدل گشت که دارای توانمندی‌های بالقوهٔ بسیاری بود. این ویژگی‌ها، عموی بزرگ شائوهائو که همان هوانگ دی (امپراتور زرد) بود را، چنان تحت تاثیر قرار داد که او را به نام خدای کرانه‌های غربی آسمانها خواند.
افسانه می‌گوید که شائوهائو، سپس در پنج کوهستان از کوهستان‌های شرق بهشت، پادشاهی فاخری ایجاد کرد که در آن انواع مختلف پرندگان سکونت داشتند. امّا خود او، به عنوان حاکم این سرزمین دیوان سالار(بوروکراتیک)، جهت خود هویت کرکس را برگزید. پرندگان دیگر همگی تحت امر او کار می‌کردند، همچون ققنوس که نقش صدراعظم یا رئیس دیوان عالی او را بر عهده داشت، شاهین که به نمایندگی و وکالت قوانین مأمور شده بود، و کبوتر که مسئول امور مربوط به آموزش و پرورش بود. شائوهائو برای اینکه بتواند به تماشای تمامی باقیماندهٔ پرندگان بپردازد، چهار فصل سال را برگزید.
گر چه شائوهائو برای سالیان مدید، پادشاهی خویش را با موفقیت اداره نمود، امّا وی برای همیشه در این پادشاهی پرندگان نماند و به خاطر پسرش چونگ، آن را به مقصد غرب ترک نمود. سپس وی به اتفاق یکی دیگر از پسرهایش به نام رو شو، خانه‌اش در کوه چانگ لیو را بنا کرد، و این خانهٔ او جایی بود که او از آنجا می‌توانست بر آسمانهای غربی فرمانروایی کند. با پدید آمدن اتحاد در میان پدر و پسر، مسئولیت روزانهٔ تنظیم و هدایت خورشید نیز بر عهدهٔ آنان قرار گرفت. افزون بر این، شائوهائو به این فکر افتاد که چین را به بیست و پنج رشتهٔ عود(؟) معرفی نماید.
امّا جدای از این قبیل افسانه‌ها، شائوهائو به طور کلی به عنوان فرزند امپراتور زرد هوانگ دی در نظر گرفته می‌شود. او رهبر مردمان یی محسوب می‌شد، و پایتخت آنان را به سرزمین کوفو واقع در شاندونگ منتقل نمود. فرمانروایی ۸۴ سالهٔ او، که با یاری برادرزاده‌اش جوان سیون، تداوم یافت، با موفقیت همراه بود.